# Vahina Giocante

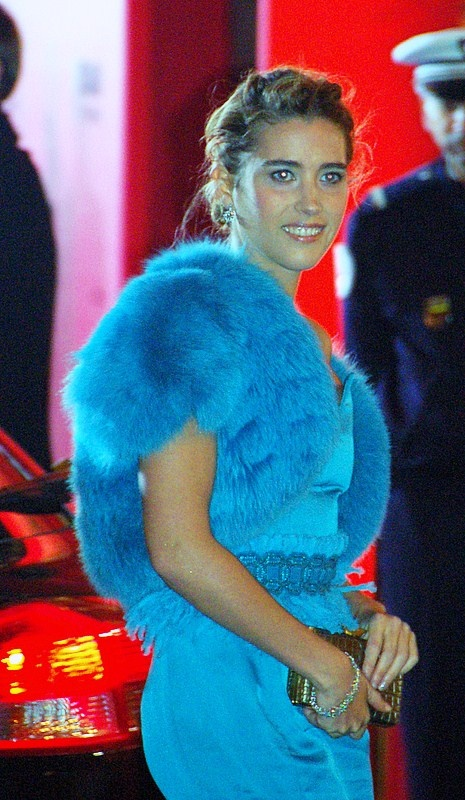
Vahina Giocante, el 2008

Vahina Giocante (30 de juny de 1981 a Orleans, Loiret) és una actriu francesa de cinema d'origen cors per part de pare i andalús per part de mare. És la companya del dissenyador francès Ora-ïto.
Havent viscut a Còrsega fins als 10 anys i després a Ais de Provença, va ser descoberta en una platja de Marsella per una directora de càsting quan tenia 14 anys; així aconseguí el seu primer paper per Marie baie des anges.
Del 1996 al 1998 va ser ballarina de l'òpera de Marsella. Durant aquest període, treballà al costat de Sandrine Bonnaire i d'Emmanuelle Béart en la pel·lícula Voleur de vie.
Ha interpretat sovint papers d'una extrema sensualitat, com per exemple amb el personatge de Lila a Lila dit ça, que descriu les primeres descobertes eròtiques de l'adolescència. Després del rodatge de Blueberry, l'expérience secrète, decideix fer una pausa i viatjar a l'Amèrica Llatina i a l'Àfrica. Al cap d'un temps, retorna per consagrar la seva carrera en diversos projectes.
També ha participat en clips musicals: el de la cançó Comme elle se donne de Jérôme Attal, al costat de l'actriu Marie Denarnaud i realitzat pel periodista i presentador de televisió Frédéric Taddeï, i el de Happy Therapy del grup de rock anglès Demon, realitzat pel seu company Ora-ïto i Arno Bani.

## Filmografia
- 1995: Marie Baie des Anges (primer paper)
- 1998: Voleur de vie
- 1999: El llibertí (Le Libertin)
- 1999: Pas de scandale
- 2000: Les fantômes de Louba
- 2001: Vivante de Sandrine Ray
- 2001: L'Algérie des chimères
- 2001: Bella ciao
- 2004: Le cadeau d'Elena
- 2004: Riviera
- 2004: Blueberry: L'experiència secreta de Jan Kounen
- 2005: Lila dit ça, de Ziad Doueri
- 2005: Nuit noire 17 octobre 1961
- 2005: La vierge et la drogue
- 2006: Un lever de rideau
- 2006: U: veu de U
- 2007: 99 francs: Sophie
- 2009: Bellamy, de Claude Chabrol: Nadia Sancho